# Reba (Stammbach)
Reba ist ein Gemeindeteil der Marktes Stammbach im Landkreis Hof (Oberfranken, Bayern). Reba liegt in der Gemarkung Straas.

## Geografie
Die Einöde liegt an der Ölschnitz. Ein Anliegerweg führt 800 Meter nördlich zur Kreisstraße HO 21 bei Solg.

## Geschichte
Von 1797 bis 1810 unterstand Reba dem Justiz- und Kammeramt Münchberg. Infolge des Ersten Gemeindeedikts wurde Reba dem 1812 gebildeten Steuerdistrikt Straas und der zugleich entstanden Ruralgemeinde Straas zugewiesen. Im Zuge der Gebietsreform in Bayern wurde Reba am 1. Juli 1972 im Zuge der Gebietsreform in Bayern nach Stammbach eingemeindet.

### Einwohnerentwicklung
| Jahr      | 1856  | 1861  | 1871  | 1885   | 1900   | 1925   | 1950   | 1961   | 1970   | 1987  |
| Einwohner |       | 8     | 8     | 6      | 6      | 4      | 2      | 3      | 3      | 2     |
| Häuser    | 1     |       |       | 1      | 1      | 1      | 1      | 1      |        | 1     |
| Quelle    | [ 5 ] | [ 8 ] | [ 9 ] | [ 10 ] | [ 11 ] | [ 12 ] | [ 13 ] | [ 14 ] | [ 15 ] | [ 1 ] |

## Religion
Reba ist evangelisch-lutherisch geprägt und bis heute nach St. Maria (Stammbach) gepfarrt.